# Ophiostigma
Ophiostigma is een geslacht van slangsterren uit de familie Amphiuridae. De wetenschappelijke naam van het geslacht werd in 1856 voorgesteld door Christian Frederik Lütken.

## Soorten
- Ophiostigma abnorme (Lyman, 1878)
- Ophiostigma isocanthum (Say, 1825)
- Ophiostigma rugosum H.L. Clark, 1918
- Ophiostigma siva Hendler, 1995
- Ophiostigma tenue Lütken, 1856